# اختلافات الجنسين في الجريمة
تُعرف الاختلافات بين الجنسين في الجريمة بأنها الفوارق بين الرجل والمرأة عند ارتكاب الجريمة أو الوقوع ضحية لها. تنتمي هذه الدراسات إلى مجالات مختلفة كعلم الجريمة (الدراسة العلمية للسلوك الإجرامي)، وعلم الأحياء الاجتماعي (الذي يسعى لإثبات العلاقة السببية بين العوامل البيولوجية والسلوكيات البشرية، في هذه الحالة الجنس البيولوجي)، أو الدراسات النسوية. على الرغم من صعوبة تفسيرها، قد توفر إحصاءات الجريمة وسيلة لاستقصاء العلاقة من منظور الاختلافات بين الجنسين. يُعزى الاختلاف الملحوظ في معدلات الجريمة بين الرجال والنساء إلى العوامل الاجتماعية والثقافية، أو الجرائم التي لا يجري الإبلاغ عنها، أو العوامل البيولوجية (كهرمون التستوستيرون أو النظريات البيولوجية الاجتماعية). قد تتطلب طبيعة الجريمة النظر فيها باعتبارها أحد العوامل.
تُجمع معظم الإحصاءات في الإشارة إلى أن الرجال يرتكبون أعمالًا إجرامية أكثر من النساء. علاوة على ذلك، تفوق نسبة الأفعال الجانحة المبلغ عنها ذاتيًا لدى الرجال أكثر منها لدى النساء، وإن كانت أقل من البيانات الرسمية. يرتبط انخفاض ضبط النفس بالنشاط الإجرامي. قدم العديد من المحللين تفسيرات لهذه الفوارق الجنسية. تشمل بعض التفسيرات المختلفة ميل الرجال نحو المخاطر والسلوك العنيف، والاختلافات بين الجنسين في النشاط أو التأييد الاجتماعي أو عدم المساواة بين الجنسين.

## النظرية العامة للجريمة
يقبل العديد من العلماء «النظرية العامة للجريمة» باعتبارها أكثر نظريات الجريمة اقناعًا. يقيم بيرتون في أحد أبحاثه العمل الذي أجراه غوتفريدسون وهيرشي عام 1990 حول هذا الموضوع، والذي أشار إلى أن الأفراد الذين لديهم قدرات أقل على ضبط النفس هم أكثر عرضة للتورط في السلوك الإجرامي، في إطار يراعي الفوارق بين الجنسين. كان الغرض من هذه الدراسة تفسير اختلاف معدلات الجريمة بين الجنسين. بالاستعانة باستبيان للتقارير الذاتية، استرجع بيرتون (1998) بيانات 555 شخصًا يبلغون من العمر ثمانية عشر عامًا أو أكثر في منطقة سينسيناتي، أوهايو. أفادت نتائج الدراسة المبكرة أن انخفاض ضبط النفس ارتبط طرديًا بالسلوك الإجرامي في كلا الجنسين، ولكنه كان محوريًا لدى الذكور. بالنسبة للإناث، اتضحت العلاقة عند اعتماد الفرصة والأخذ بها عندما يتعلق الأمر بمستوى ضبط النفس. لم تكن إتاحة الفرصة مؤشرًا مهمًا على السلوك الإجرامي لدى الذكور، والذي يعزوه المؤلفون إلى افتراض أن فرصة السلوك الإجرامي موجودة في كل مكان للرجال. في هذه الدراسة، جرى قياس احتمالية ارتكاب الجرائم بعدد الليالي التي يخرج فيها الأفراد لأغراض الترفيه خلال الأسبوع. بالمثل، خلص المؤلفون إلى أن النساء أقل عرضة لفرص السلوك الإجرامي، وتكهنوا بأن «القيود المفروضة غالبًا على الإناث، والتي تصاحب أنماط حياتهن» تساهم في تقليل فرص الجريمة. نظرًا لأهمية ضبط النفس للذكور مقارنة بالإناث، أشارت استنتاجات هذه الدراسة إلى فكرة أن الرجال والنساء يرتكبون الجرائم لأسباب مختلفة. تساهم الفكرة القائلة بأن ضبط النفس مهم فقط للنساء عندما يقترن بالفرص في تفسير اختلاف معدلات الجريمة بين الجنسين.
يركز كل من ديفيد رو وألكسندر فازوني ودانييل فلانيري، في كتابهم الذي يحمل عنوان الاختلافات الجنسية في الجريمة: هل الوسائل والتباين في الجنس لهما أسباب مماثلة؟، على حقيقة معترف بها على نطاق واسع والتي تتمثل بوجود تباين كبير بين الجنسين في الجريمة: يرتكب الرجال جرائم أكثر من النساء. هذا صحيح على مر الزمن وعبر الثقافات وهناك أيضًا عدد أكبر من الرجال الذين يرتكبون جرائم خطيرة تؤدي إلى إصابة النساء أو وفاتهن. في دراسة حول التقارير الذاتية للأفعال الجانحة، حدد الباحثون العديد من الاختلافات بين الجنسين من خلال النظر في نسب الجنس. يشرب 1.28 من الرجال الكحول مقابل امرأة واحدة، وهو مؤثر كبير في السلوك المنحرف. يرتكب 2.7 من الرجال جريمة سرقة تصل إلى 50 دولارًا مقابل كل امرأة. أخيرًا، يسرق 3.7 من الرجال ما يتجاوز 50 دولارًا مقابل كل امرأة. يفوق عدد الذكور المتورطين في جرائم القتل، سواء كانوا جناة أو ضحايا، عدد الإناث. علاوة على ذلك، فإن أحد الذكور أكثر جنوحًا مقارنة بالآخر للأسباب نفسها التي عادة ما ينخرط الرجال بسببها في أعمال إجرامية أكثر من النساء.

## الطبيعة والتنشئة ومجرى الحياة

### التنشئة
يقارن تيري موفيت وأفشالوم كاسبي عوامل الخطورة أثناء طفولة الذكور والإناث الذين يشهدون السلوك المعادي للمجتمع في مرحلة الطفولة والمراهقة، ما يؤثر على السلوك المنحرف لدى الأفراد. يُعزى الانحراف في بداية الطفولة إلى نقص التوجيه من الوالدين والمشاكل العصبية المعرفية ومشاكل الحالة النفسية والسلوك. من ناحية أخرى، لم يواجه الجانحون من المراهقين مشاكل طفولة مماثلة. أظهرت هذه الدراسة أن نسبة الإناث إلى الذكور تبلغ 10:1 لأولئك الذين يعانون من الانحراف في مرحلة الطفولة و15:1 لمن يعانون من الانحراف في سن المراهقة. افترض موفيت وكاسبي أن «السلوك المعادي للمجتمع» المستمر في الحياة «ينشأ في وقت مبكر من الحياة، عندما يتفاقم المراس الصعب لدى طفل صغير ليصبح شديد الخطورة بسبب بيئة اجتماعية عالية الخطورة». فضلًا عن ذلك، «يظهر السلوك المعادي للمجتمع» المحدود لدى المراهقين «تزامنًا مع سن البلوغ، عندما يعاني الشباب الأصحاء من اضطراب في الهوية خلال الأعوام الفاصلة بين النضج البيولوجي والوصول إلى الامتيازات وتحمل مسؤوليات البالغين»، والتي تُعرف بفجوة النضج. أخذ موفيت وكاسبي نظرية التصنيف بعين الاعتبار، والتي تنص على أن التفاوت بين الجنسين في الجريمة يعتمد على الاختلافات بين الجنسين في عوامل الخطر للسلوك المعادي للمجتمع المستمر في الحياة. استنادًا إلى الدراسات، تقل احتمالات إصابة الفتيات باختلالات الجهاز العصبي وصعوبة المزاج وتأخر النضج في النمو اللفظي والحركي وصعوبات التعلم والمشاكل السلوكية في مرحلة الطفولة.

### علم الاجتماع
يرى الكثير أن اعتبارات نوع الجنس فيما يتعلق بالجريمة مهملة جدًا وغير مشمولة في الدراسات الإجرامية والاجتماعية، حتى السنوات الأخيرة، إلى حد تهميش انحراف الإناث. خلال الخمسين عامًا الماضية من البحث الاجتماعي في الجريمة والانحراف، جرى التوصل إلى فهم الاختلافات بين الجنسين وغالبًا ما جرى ذكرها في بعض الأعمال، كنظرية ميرتون عن الشذوذ، ومع ذلك، لم تُناقش على نحو نقدي، وغالبًا ما قورن جنوح الإناث بالذكور فقط، أو لشرح سلوكيات الذكور، أو من خلال تعريف الفتاة على أنها تتقمص دور الصبي، أي ممارسة سلوكها ومظهرها كفتاة مسترجلة ترفض دور المرأة بين الجنسين، وتتبنى سمات ذكورية نمطية.